# Ø̈
Cette page contient des caractères spéciaux ou non latins. S’ils s’affichent mal (▯, ?, etc.), consultez la page d’aide Unicode.
Ø̈, ou O barré tréma, est un graphème utilisé dans l’écriture du chinantèque de Tepinapa au Mexique. Il s’agit de la lettre O barré diacritée d'un tréma.

## Représentations informatiques
Le O barré diagonalement tréma peut être représenté avec les caractères Unicode suivants :
- décomposé (supplément latin-1, diacritiques)[1]

, :
| formes    | représentations | chaînes de caractères | points de code | descriptions                                                  |
| --------- | --------------- | --------------------- | -------------- | ------------------------------------------------------------- |
| capitale  | Ø̈               | Ø◌̈                    | U+00D8 U+0308  | lettre majuscule latine o barré obliquement diacritique tréma |
| minuscule | ø̈               | ø◌̈                    | U+00F8 U+0308  | lettre minuscule latine o barré obliquement diacritique tréma |